# Tenedos estari
Tenedos estari là một loài nhện trong họ Zodariidae.
Loài này thuộc chi Tenedos. Tenedos estari được Rudy Jocqué & Léon Baert miêu tả năm 2002.